# LOP – Landwirtschaft ohne Pflug
Lop – Landwirtschaft ohne Pflug (Eigenschreibweise: LOP – LANDWIRTSCHAFT OHNE PFLUG) ist ein landwirtschaftliches Fachmagazin, das praxisorientierte Informationen über den professionellen Acker- und Pflanzenbau anbietet. Das Magazin richtet sich vor allem an Landwirte, Lohnunternehmer und Inhaber von landwirtschaftlichen Großbetrieben, sowie landwirtschaftliche Berater und Agrarwissenschaftler.

## Inhalt
Den Schwerpunkt bilden neben aktuellen Ackerbauthemen insbesondere Verfahren der Direktsaat und der konservierenden Bodenbearbeitung.
Eine durchschnittliche Ausgabe des 10-mal jährlich erscheinenden Magazins umfasst etwa sieben Kategorien, wie beispielsweise Betriebsreportagen, Artikel zum modernen Pflanzenbau,  Berichte über  Neuentwicklungen auf den Gebieten der Agrartechnik und Agrarchemie. Sie umfasst etwa 48 Seiten.

## Verbreitung, Auflage
Mit einer monatlichen Druckauflage von 4000 Exemplaren erreicht das Magazin seine Abonnenten in Deutschland und viele Abonnenten im europäischen und außereuropäischen Ausland.

## Geschichte
1993 gründete Ralf Emminger den Verlag Emminger & Partner GmbH mit Sitz in Berlin. Die Zeitschrift wurde 1995 von Ralf Emminger unter dem Namen "Direktsaat" zum ersten Mal publiziert. Sie erschien damals 4-mal im Jahr.
In der Redaktion arbeiteten anfänglich neben Ralf Emminger auch Christian Linke und Karlheinz Köller von der Universität Hohenheim mit.
1998 erhielt die Zeitschrift ihren heute noch gültigen Namen "Landwirtschaft ohne Pflug". Bearbeitet werden im Heft nicht nur das Verfahren zur Direktsaat, sondern die bodenschonenden Konzepte die mit einem konsequenten Pflugverzicht in einem landwirtschaftlichen Betrieb einhergehen. Eine Landwirtschaft ohne Pflugeinsatz fördert das Bodenleben, wirkt positiv auf den Wasserhaushalt des Bodens und auf die Artenvielfalt. Zur erfolgreichen Umsetzung ist zusätzliches Wissen erforderlich, welches seinerzeit nur eingeschränkt an den deutschen Hochschulen gelehrt wurde. Dies war einer der wesentlichen Gründe für die Publikation der Zeitschrift.
Seit 2009 gehören Norbert Lütke-Entrup (Fachhochschule Soest) und Joachim Bischoff (Landesanstalt für Landwirtschaft, Forsten und Gartenbau Sachsen-Anhalt) dem LOP-Redaktionsbeirat an.
Die Zeitschrift erscheint seitdem monatlich, mit jeweils zwei Doppelausgaben im Januar/Februar und im Oktober/November. Bis 2010 war die LOP das zentrale Organ der Gesellschaft für Konservierende Bodenbearbeitung (e.V.) mit der bis heute zusammengearbeitet wird.